# Crambus silvella
Crambus silvella  (лат.) — вид чешуекрылых насекомых из семейства огнёвок-травянок. Распространён в Европе, Азии и Северной Америке. Обитают на влажных лугах и болотах. Размах крыльев 17—24 мм. Гусеницы питаются на осоке.